# Primula melanantha
Primula melanantha là một loài thực vật có hoa trong họ Anh thảo. Loài này được (Franch.) C.M. Hu miêu tả khoa học đầu tiên năm 1994.